# Paddock Grand Prix
Paddock Grand Prix, auch bekannt als Elit Grand Prix und Emmi – Caffé Latte, war ein Schweizer Motorradsportteam, welches an der FIM-Motorrad-Weltmeisterschaft von 2002 bis 2014 teilnahm, ehe Paddock von Technomag aufgekauft wurde.
Wichtigster Fahrer war Thomas Lüthi, welcher in der gesamten Laufbahn der Mannschaft als Fahrer tätig war und 2005 Weltmeister in der 125-cm³-Klasse wurde. Auch nach Lüthis Aufstieg in die 250-cm³-Klasse (aus welcher 2010 die Moto2 wurde) blieb Paddock GP noch einige Saisons (mit Unterbrechung) in der 125-cm³-Kategorie aktiv und diente als Sprungbrett für die jungen deutschen Piloten Sandro Cortese, Marcel Schrötter und Philipp Öttl. Im Laufe der Zeit setzte Paddock Motorräder von Honda, Aprilia, Moriwaki, Suter und Kalex-KTM ein.
Ab 2010 fungierte Interwetten als Hauptsponsor des Teams. Im selben Jahr versuchte sich Interwetten Paddock zudem in der MotoGP mit dem amtierenden 250-cm³-Weltmeister Hiroshi Aoyama als Fahrer, jedoch konnten lediglich zwölf Punkte eingefahren werden.

## Statistik

### Weltmeister
- 2005 –  Thomas Lüthi, 125-cm³-Weltmeister auf Honda

### MotoGP-Team-WM-Ergebnisse
- 2010 – Zehnter

### Grand-Prix-Siege
| Saison | Klasse  | Rennen                                    |
| ------ | ------- | ----------------------------------------- |
| 2005   | 125 cm³ | Frankreich Tschechien Malaysia Australien |
| 2006   | 125 cm³ | Frankreich                                |
| 2011   | Moto2   | Malaysia                                  |
| 2012   | Moto2   | Frankreich                                |
| 2014   | Moto2   | Japan Valencia                            |